# Martin Vædele Egdal
Martin Vædele Egdal er en dansk speedcuber, kendt for sine imponerende færdigheder inden for speedcubing. Han har opnået bemærkelsesværdige præstationer inden for sporten, herunder den danske rekord i gennemsnitlig løsningstid på en 3x3x3 terning, med et gennemsnit på 6.25 sekunder.

## Biografi
Martin Vædele Egdal begyndte sin rejse inden for speedcubing i en ung alder og udviklede hurtigt sit talent inden for sporten. Han har deltaget i adskillige speedcubing-konkurrencer både nationalt og internationalt, hvor han har markeret sig som en af de førende cubere.

## Præstationer
- Rekordtid: Martin Vædele Egdal har opnået den Danske rekordtid i Single løsning af Rubiks terning på 4,99 sekunder.[3]
- International anerkendelse: Han rangerer blandt de bedste cubere globalt med placeringer på både 163. og 93. pladsen for gennemsnitlig løsningstid for henholdsvis gennemsnitlig løsningstid for en 3x3x3 terning og single løsningstid for en 3x3x3 terning.[3]
- Danmarks bedste gennemsnit: imponerede ved Rødovre Cubing 2023 konkurrencen med en gennemsnitlig løsningstid på bare 6.25 sekunder på en Rubiks terning.[3] Dette resultat understreger hans imponerende evner inden for speedcubing og bekræfter hans status som en af de førende speedcubere i Danmark.[2]